# Rita Bake

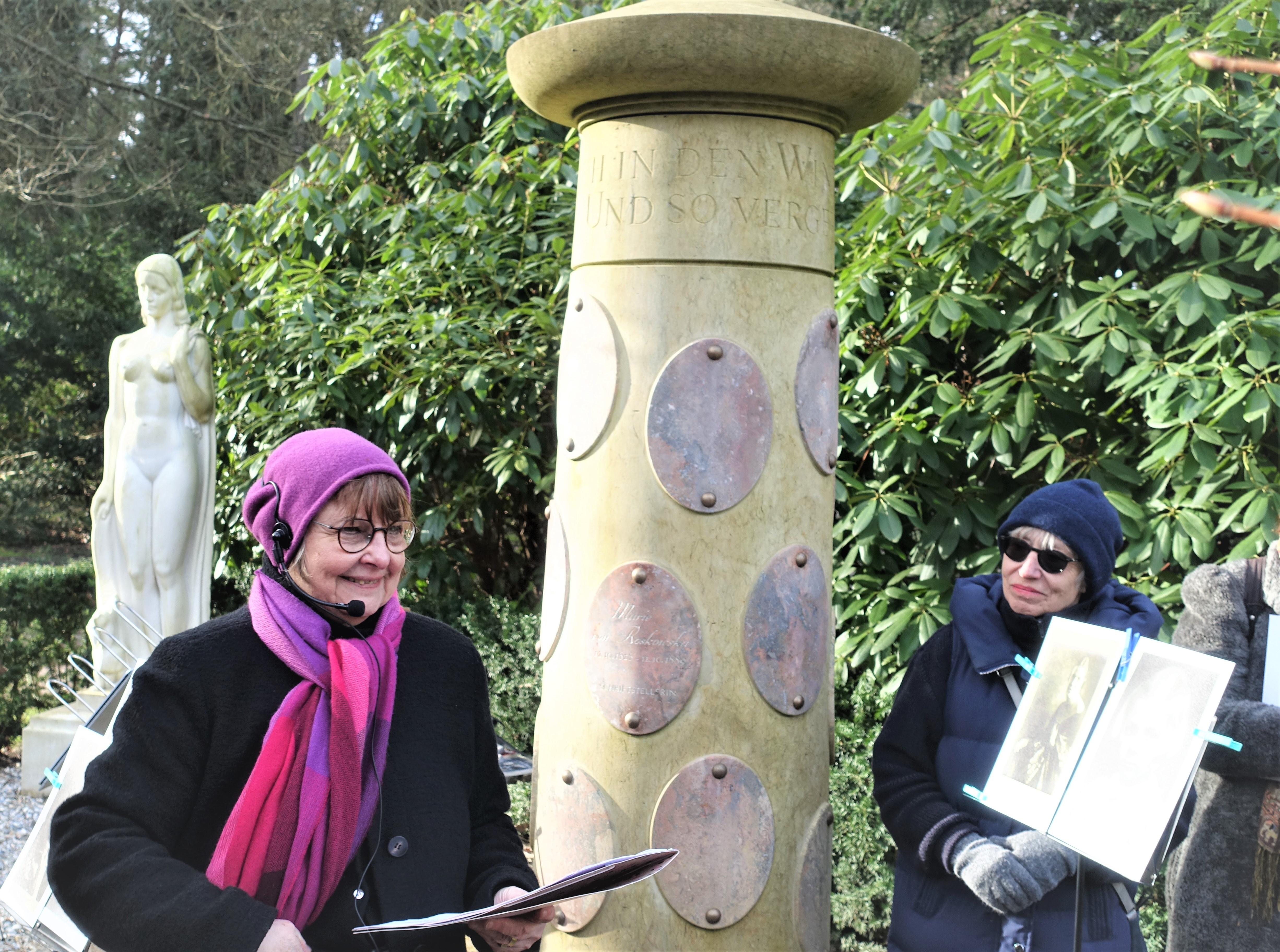
Rita Bake bei einer Veranstaltung im Garten der Frauen 2023

Rita Bake (* 16. Januar 1952 in Bremerhaven) ist eine deutsche Wirtschafts- und Sozialhistorikerin, Diplom-Bibliothekarin, Autorin und Gründerin des Gartens der Frauen auf dem Ohlsdorfer Friedhof in Hamburg.

## Biografie
Bake wuchs als Tochter einer Binnenschifferin und eines Fischgroßhändlers in Bremerhaven auf. Während des Zweiten Weltkriegs waren ihre Mutter, ihr Großvater und ihre beiden Tanten vor der heranrückenden Roten Armee von Königsberg nach Bremen geflohen. Nach dem Krieg heiratete Ritas Mutter einen verwitweten Fischgroßhändler. Rita wurde 1952 in diesem familiären Umfeld geboren, das von Unabhängigkeit und Bildung geprägt war.
Bake studierte an der Fachhochschule Hamburg, FB Bibliothek und Information Bibliothekswesen mit Abschluss Diplom-Bibliothekarin. Danach studierte sie an der Universität Hamburg Sozial- und Wirtschaftsgeschichte, Volkskunde und Vor- und Frühgeschichte und schloss ihr Studium mit der Promotion zum Dr. phil. ab. Sie war u. a. Lehrende (Frauengeschichte) am Studiengang Frauenstudien/Frauenforschung der Universität Hamburg, Lehrbeauftragte an der Fachhochschule Hamburg Fachbereich Bibliothek und Information und am Historischen Seminar der Universität Hamburg.
1990 begann sie ihre Tätigkeit als wissenschaftliche Referentin in der Landeszentrale für politische Bildung Hamburg und war dort von 2004 bis Ende Juli 2017 als stellvertretende Direktorin tätig.
Sie veröffentlicht zur politischen Institutionenkunde Hamburgs und zur Sozial- und Regionalgeschichte, insbesondere zur Frauengeschichte, konzipiert historische Stadtrundgänge und szenische Aufführungen und führt diese durch.

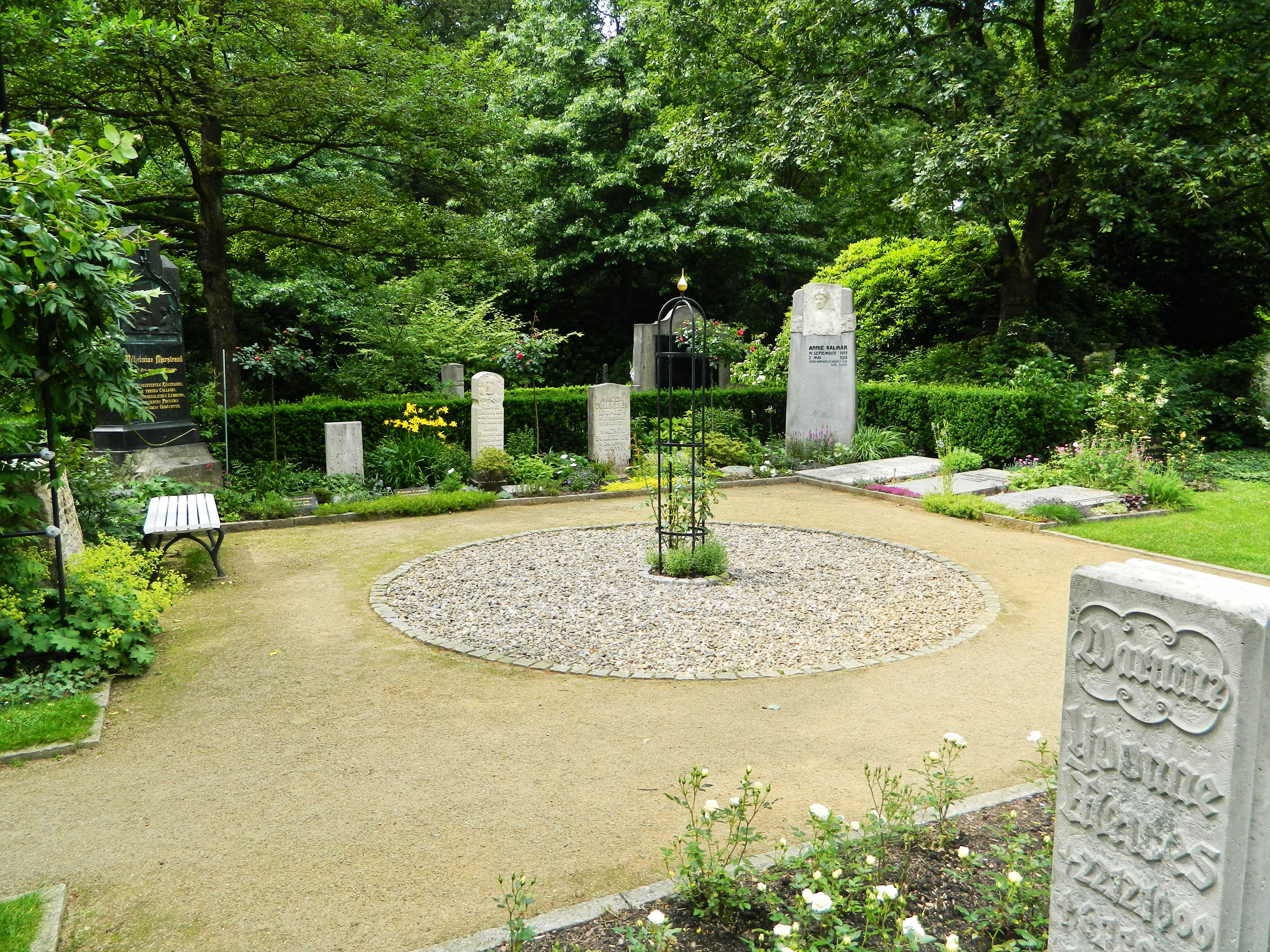
Garten der Frauen

2000 gründete Bake unter Mithilfe von Silke Urbanski und Helga Diercks-Norden den weltweit einzigen Garten der Frauen auf dem Ohlsdorfer Friedhof. Sie ist seitdem Vorsitzende des ehrenamtlich tätigen Vereins Garten der Frauen. Der Garten der Frauen ist ein Ort der Erinnerung mit historischen Grabsteinen von Gräbern bedeutender Frauen und eine letzte Ruhestätte für Frauen.
Von 2006 bis 2018 hatte Bake gemeinsam mit Beate Meyer vom Institut für die Geschichte der deutschen Juden in Hamburg die Projektleitung und Redaktion der Publikationsreihe  Stolpersteine in Hamburgs Stadtteilen. Biographische Spurensuche. Bis 2022 erschienen 24 Bände. Dieses Projekt erhielt im April 2010 die Lappenbergsmedaille des Vereins für Hamburgische Geschichte.
2012 entwickelte sie die erste Frauenbiografien-Datenbank für Hamburg. 2015 initiierte Rita Bake für Hamburg eine Datenbank „Die Dabeigewesenen. Eine Hamburg Topographie der NS-Täter, Mitläufer, Denunzianten, Profiteure, Karrieristen“.
Von 2017 bis 2020 war Bake Vorstandsmitglied des Landesfrauenrates Hamburg. 2019 entwickelte sie eine interaktiven Stadtplan für Hamburg mit 300 „Frauenorten“, d. h. Gedenkorten der Hamburger Frauenbewegungen von Mitte des 19. Jahrhunderts bis Ende der 1990er Jahre (frauenorte-hamburg.de).
2025 ging Bake mit der für die Landeszentrale für politische Bildung Hamburg erarbeiteten Datenbank, in der alle nach Personen benannten Straßennamen in Hamburg erklärt werden, online.

## Auszeichnungen
2009 wurde Bake für ihr frauenpolitisches Engagement die Hammonia 2000 vom Landesfrauenrat Hamburg verliehen.
2018 wurde ihr das Bundesverdienstkreuz am Bande verliehen.

## Werke (Auswahl)

### Monographien
- Rita Bake, Birgit Kiupel (Hrsg.): Ich will aber nicht murren. Die Lebensgeschichte der Margarethe E. Milow geb. Hudtwalcker. Mit einem Lexikon zur Gefühls- und Sachgeschichte Hamburgs. 2 Bde. Hamburg 1987. Erweiterte und aktualisierte Auflage 1993. ISBN 3-926174-62-5
- Inge Grolle, Rita Bake: Ich habe Jonglieren mit drei Bällen geübt. Frauen in der Hamburgischen Bürgerschaft 1946 bis 1993. Hamburg 1995. ISBN 3-930802-01-5
- Rita Bake, Brita Reimers: Stadt der toten Frauen. 121 Frauenportraits vom Ohlsdorfer Friedhof. Hamburg 1996. 2. Auflage, Hamburg 1997. ISBN 3-930802-56-2
- Ein Gedächtnis der Stadt. Nach Frauen und Männern benannte Straßen, Plätze, Brücken in Hamburg.
- Der Garten der Frauen. Ein Ort der Erinnerung mit historischen Grabsteinen von Gräbern bedeutender Frauen und eine letzte Ruhestätte für frauen. Aktualisierte Neuauflage. Hamburg 2013. ISBN 978-3-00-042176-1
- Rita Bake, Michael Zapf: Das Hamburger Rathaus. 125 Jahre - 125 Geschichten. Hamburg 2022.

### Aufsätze
- Manufakturarbeiterinnen im 18. Jahrhundert. In: Geschichtsdidaktik. Jg. 10, H. 2. Düsseldorf 1985, S. 157–172.
- Unordentliche Begierden. Liebe und Sexualität im bürgerlichen Frauenleben. In: Ausstellungskatalog: 1789 – speichern und spenden. Nachrichten aus dem Hamburger Alltag. Hrsg. vom Museumspädagogischen Dienst Hamburg. Hamburg 1989, S. 68–78. ISBN 3-87975-501-9

### Hör-CDs und DVDs
- Rita Bake (Hrsg. und Bearb.): “Hier spricht Hamburg”. Hamburg in der Nachkriegszeit. Rundfunkreportagen, Nachrichtensendungen, Hörspiele und Meldungen des Nordwestdeutschen Rundfunks (NWDR) 1945–1949. 6 Hör-CDs. Hamburg 2007. ISBN 978-3-929728-46-0

### Szenische Rundgänge als Downloads zum Anhören und Ansehen
- Rita Bake: Hamburgs Geschichte in Szene gesetzt. Szenische Rundgänge und Aufführungen zum Anhören und Ansehen. Audio- und Videomitschnitte für den Download, unter: www.politische-bildung.hamburg.de

### Rundfunksendungen
- Oktober 1987: NDR III Familienredaktion, mit Birgit Kiupel: „Mütter berühmter Söhne“. Porträt von Emmy Biermann, der Mutter von Wolf Biermann.

### Ausstellungen
- Wissenschaftliche Mitarbeit an der Ausstellung „Hammonias Töchter – Frauenleben und Frauenbewegung in Hamburgs Geschichte“. Museum für Hamburgische Geschichte. 1985.
- Wissenschaftliche Mitarbeit/Teilkonzeption an der Ausstellung des Museumspädagogischen Dienstes Hamburg zum Thema: „1789 speichern und spenden. Wohnen und Arbeiten in Hamburg 1789“. 1989.

## Presseberichte über Rita Bake
- Hamburger Abendblatt: Im Garten der Frauen
- Deutschlandfunk Kultur: Der Garten der Frauen
- Evangelisch-Lutherische Kirche in Norddeutschland: Ohlsdorfer Friedhof hat ein Gräberfeld nur für Frauen
- Hamburger Abendblatt: Die Straßen der starken Frauen in der Hansestadt
- DeutschlandRadio: Garten der Frauen